# 딱 한번 만나요
"딱 한번 만나요"는 1987년에 개봉한 대한민국의 영화이다.

## 캐스팅
- 주동미
- 하재영
- 백일섭
- 김형자
- 이무정
- 최민희
- 남포동
- 박만규
- 박희진
- 김기종
- 최용길
- 김은지
- 길달호
- 박용팔
- 조학자
- 유경애
- 이설산
- 양희경
- 채문성 (우정출연)